# Jay Van Andel
Jay Van Andel (* 3. Juni 1924 in Grand Rapids, Michigan; † 4. Dezember 2004) war ein US-amerikanischer Geschäftsmann und Mitbegründer des Direktvertriebsunternehmens Amway.
Er war auch zeitlebens bekannt für seine religiösen und politischen Anstrengungen. Zum Zeitpunkt seines Ablebens im Jahr 2004 schätzte ihn das Forbes Magazin mit einem Privatvermögen von US$ 2,3 Milliarden und rangierte ihn somit auf der Liste der reichsten Menschen an 231. Stelle.

## Leben und Familie
Von 1942 bis 1945 diente er als First Lieutenant bei den US-amerikanischen Luftstreitkräften.
1948 verkaufte er seine Flugschule, seinen Flugcharter-Service und sein Drive-in-Restaurant, um eine Abenteuerreise nach Südamerika und in die Karibik finanzieren zu können.
1949 gründete er mit Rich DeVos die Ja-Ri Corporation, welche Vitamine und Nahrungsergänzungen der kalifornischen Firma Nutrilite verkaufte.
1952 heiratete er in Grand Rapids Betty Hoekstra. Jay Van Andel hatte mit seiner Frau Betty zwei Söhne (Steve und David) und zwei Töchter (Nan und Barb) und zu seinem Todeszeitpunkt zehn Enkel.
1959 gründete er mit Rich DeVos Amway.
Seine Frau verstarb am 18. Januar 2004 in ihrem Haus auf Peter Island in der Karibik.
Seine Frau litt an der Alzheimer-Krankheit, er an der Parkinson-Krankheit.

## Amway
Van Andel war gemeinsam mit Rich DeVos 1959 Mitbegründer von Amway. Es war nicht ihr erstes berufliches Abenteuer, denn die beiden Schulkameraden (Söhne ausgewanderter Holländer) starteten bereits in jungen Jahren zahlreiche berufliche Unternehmungen gemeinsam. Sie führten eine Flugschule, ein Drive-in Restaurant (das erste in Grand Rapids) und die Ja-Ri Corporation. Mit der Ja-Ri Corporation machten sie ihre ersten Erfahrungen im Network Marketing, einer Möglichkeit Vertriebsnetze über persönliche Kontakte aufzubauen. Letztendlich übernahmen sie diese Systemidee zur Gründung der Amway Corporation. Amway startete als ein Familienunternehmen, das ein Arbeiten für Menschen von zuhause aus vorsah und anfänglich nur mit einem Produkt, einem biologisch abbaubaren Haushaltsreiniger (L. O. C.), in den Markt eintrat.
Das Unternehmen ist zwischenzeitlich auf über 13.000 Mitarbeiter und mehr als 3 Millionen selbstständige Geschäftspartner (sogenannte Amway Business Owner, ABO) angewachsen. Der Mutterkonzern Alticor verzeichnete im Jahr 2013 einen Gesamtumsatz von US$ 11,8 Milliarden, mit China als größtem Marktanteil. Gegen den Vorwurf, Amway sei ein illegales Pyramidensystem, gewannen die beiden Begründer 1979 einen vierjährigen Gerichtsprozess.
1995 folgte sein Sohn Steve Van Andel als Vorsitzender der Amway Corporation, nachdem sein lebenslanger Partner Rich bereits 1992 die Präsidentschaft von Amway an seinen Sohn Dick DeVos abgetreten hatte.

## Verdienste
Mit der Jay and Betty Van Andel Foundation wurden zahlreiche Einrichtungen in Grand Rapids, Michigan unterstützt, hauptsächlich in den Bereichen Kunst, Kultur und Bildung.
Jay Van Andel war auch eine der treibenden Kräfte hinter der Neugestaltung des Stadtzentrums von Grand Rapids. 1979 erwarb er das Pantlind Hotel, das er ausbaute und in Amway Grand Plaza Hotel umbenannte.
Er unterstützte mit 11,5 Mio. US-Dollar den Bau eines Sport- und Veranstaltungszentrums, welches heute den Namen Van Andel Arena trägt.
Das Van Andel Museum, als Teil des Public Museums von Grand Rapids ist unter seiner Federführung und dank seiner maßgeblichen finanziellen Unterstützung entstanden.
1980 gründete er das Right Place Committee, welches Unternehmen dazu motivieren möchte in Grand Rapids zu bleiben, den Standort zu sichern und Arbeitsplätze zu bewahren und zu erschaffen. Zeit seines Lebens engagierte sich Jay Van Andel in der Bildungsförderung, unterstützte Bildungseinrichtungen finanziell und trat für die Sicherung der Gesundheitsversorgung ein und unterstützte das Pine Rest Christian Hospital.
1983 rief er die Jamestown Foundation ins Leben, die sich damit befasste, wie Kenntnisse und Talente der in den USA lebenden Einwanderer nutzbringender eingesetzt werden könnten.
Außerdem gehörte er zum Kreis der Gründer der National Endowment for Democracy (Nationale Stiftung für Demokratie), einer privaten, gemeinnützigen Organisation, die es sich zum Ziel gesetzt hatte, demokratische Institutionen weltweit zu stärken.
Er unterstützte aber auch christliche Organisationen, wie die Creation Research Station in Arizona, die versuchte zu beweisen, dass die Welt in einer Woche erschaffen wurde.

## Ämter
Von 1979 bis 1980 war Van Andel Präsident der US-amerikanischen Handelskammer (Chamber of Commerce).
Bis 1995 war er Chairman von Amway und Chairman der Amway Environmental Foundation.
George Bush ernannte ihn 1992 zum Botschafter und Generalkommissar der in Genua stattfindenden Internationalen Fachausstellung anlässlich des 500sten Jahrestages der Entdeckung Amerikas durch Christoph Kolumbus.
Er war außerdem Verwalter der Heritage Foundation, des Hudson Institute, des Hillsdale College und des Advisory Council for American Private Education.
Jay Van Andel war ein hoch geschätzter und geachteter Berater und der Freund zahlreicher internationaler Führungskräfte, zu denen u. a. auch die US-Präsidenten Gerald Ford, Ronald Reagan, George Bush und George W. Bush zählten.
Van Andel ist Mitglied von MENSA gewesen.

## Van Andel Institute
Das unabhängige Van Andel Institute ist heute eine der weltweit führenden Forschungseinrichtungen im Bereich Biomedizin. Es beschäftigt sich hauptsächlich mit der Erforschung der genetischen und molekularen Ursachen von Krebs und anderen Krankheiten, wie beispielsweise Parkinson. Es geht vor allem darum, wissenschaftliche Erkenntnisse in klinische Anwendungen zu übertragen. Es unterstützt die wissenschaftliche Bildung und motiviert Einzelpersonen Wissenschaft zu betreiben oder wissenschaftliche Berufe zu ergreifen.

## Preise (in Auswahl)
Jay Van Andel ist Träger von fünf Ehrendoktortiteln, einschließlich der Ehrendoktorwürde der Wissenschaften, die ihm 1997 von der Michigan State University verliehen wurde.
- Edison Award (American Marketing Association)
- Adam Smith Free Enterprise Award (American Legislative Exchange Council)
- George Washington Honor Medal (Freedoms Foundation)
- Patron Award (Michigan Foundation for the Arts)
- Business Person of the Year (1990, Economic Club of Grand Rapids)
- Direct Selling Association Hall of Fame
- Junior Achievement Business Hall of Fame
- Sales & Marketing Executives International Academy of Achievement
- Greater Rapids Business Hall of Fame

## Bücher
Jay Van Andel veröffentlichte 1998 die Autobiographie An Enterprising Life.